# Endeitoma floridana
Endeitoma floridana là một loài bọ cánh cứng trong họ Zopheridae. Loài này được Casey miêu tả khoa học năm 1924.